# Castello di Garatshausen
Il Castello di Garatshausen si trova in Franz-Eisele-Straße 1, nel quartiere di Garatshausen del comune di Feldafing, compreso nel circondario di Starnberg, sulla sponda occidentale del lago di Starnberg.

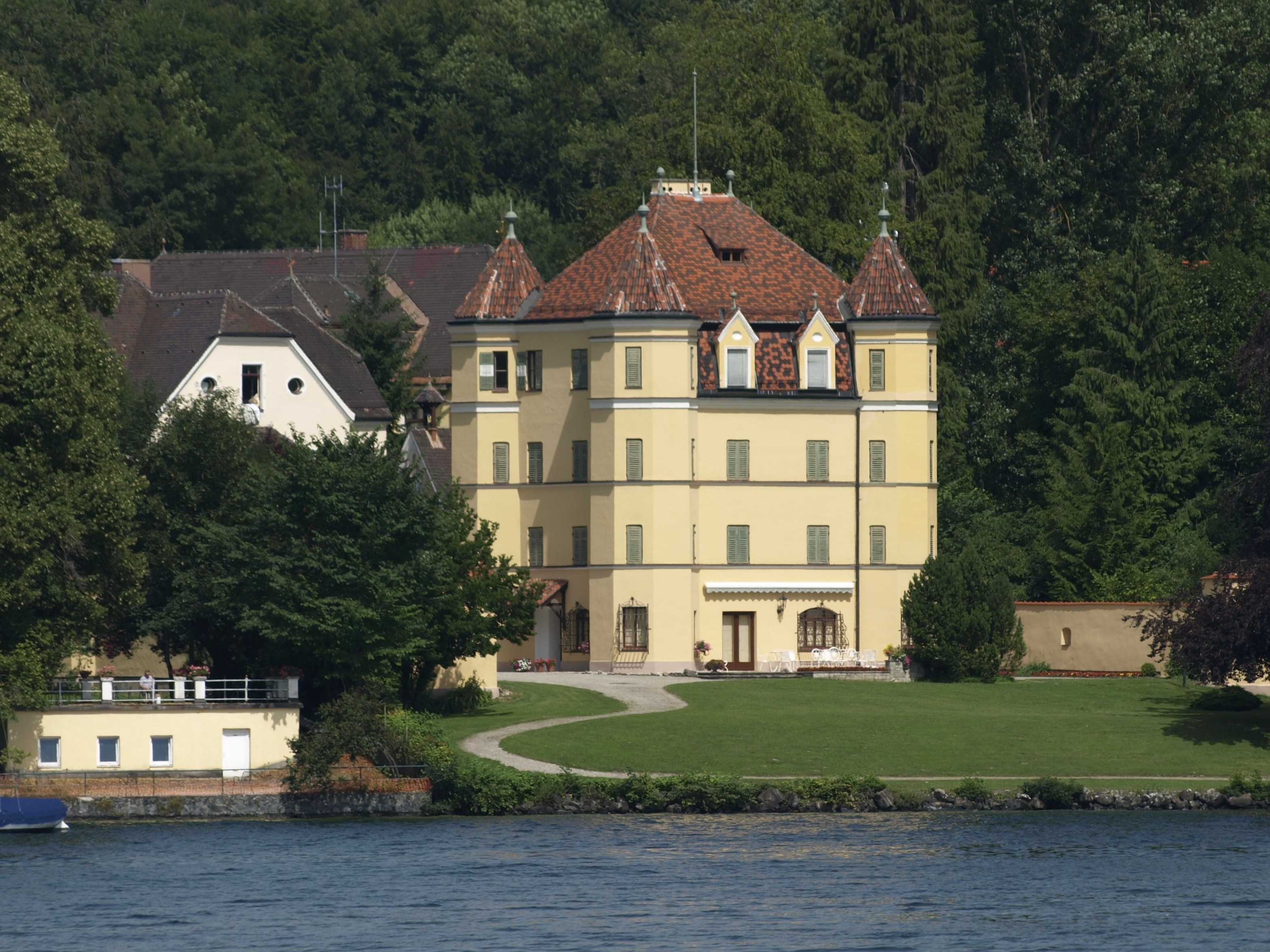
Castello di Garatshausen

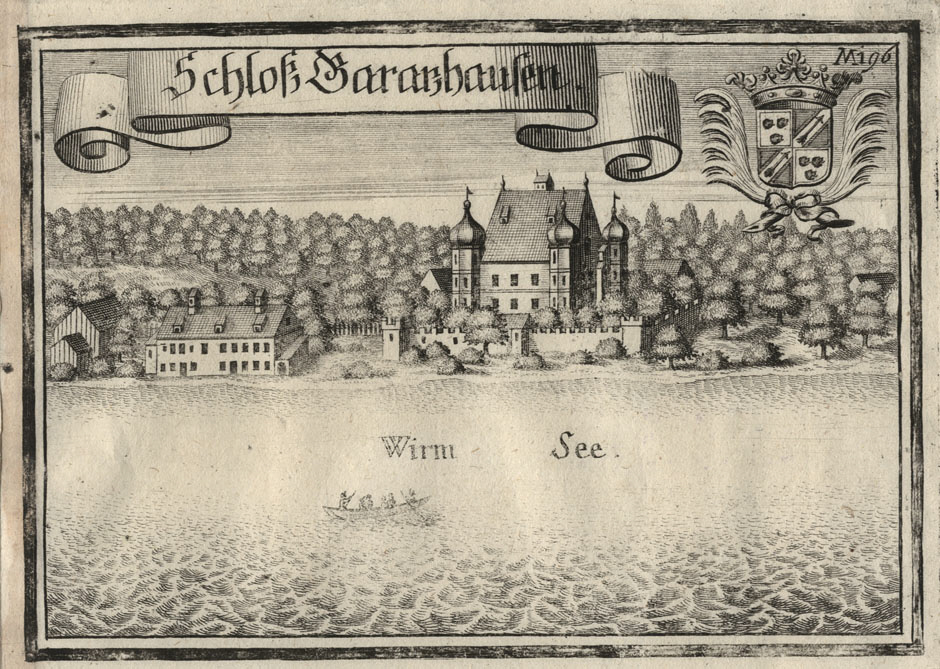
Una incisione del castello realizzata da Michael Wening

## Storia
La data esatta di costruzione del castello vecchio è incerta, una prima rappresentazione pittorica risale al 1568. Il patrizio monacense Caspar Weiler fece probabilmente costruire qui, a metà del XVI secolo, un piccolo edificio con tetto a capanna circondato da un basso muro di difesa; le caratteristiche torri angolari sono documentate solo successivamente al 1699. Dal 1565 il castello fu sede di un Hofmark. Passò poi ai baroni di Schrenck e successivamente ai conti Vieregg di Tutzing e ai conti imperiali La Rosée. Durante la guerra dei trent'anni, il castello fu gravemente danneggiato dalle truppe svedesi. Nel 1834, il castello divenne proprietà del casato di Wittelsbach quando fu acquistato dal duca Max di Baviera per 145.000 fiorini.
Il castello vecchio servì da rifugio per la famiglia reale di Napoli (la regina Maria era figlia del duca Massimiliano Giuseppe in Baviera, che divenne noto come "Zithermaxl"). Nel 1869 fu venduto a Maria Teresa di Savoia, che donò il complesso del castello al re Francesco II delle Due Sicilie.
Grazie alla sua vicinanza al castello di Possenhofen, l'imperatrice Elisabetta di Baviera visse nel palazzo con la figlia Maria Valeria durante le sue visite nel 1868 e nel 1869. Nel 1887 la sorella di Elisabetta, la principessa Elena di Thurn und Taxis, acquistò il castello di Garatshausen.
Poco dopo, il palazzo nuovo fu costruito a ovest da Max Schultze, consigliere edilizio del principe.
Accanto al castello si trova il parco del castello. Il castello vecchio non è aperto al pubblico; il castello nuovo funge oggi da ospedale e casa di riposo per la Croce Rossa bavarese.

## Architettura
Costruito su una pianta quasi quadrata, il castello vecchio è un edificio di quattro piani. Presenta quattro caratteristiche torri angolari. Nel 1888 e nel 1889, l'interno del castello vecchio fu completamente ricostruito dal consulente edilizio principesco Max Schultze, che ripristinò il tetto a mansarda precedentemente rimosso. Il castello è protetto come monumento architettonico (n. D-1-88-118-42).
L'ampio palazzo nuovo è un edificio a tre ali con logge al piano terra. Un porticato lo collega direttamente al castello vecchio attraverso la cappella. La sala degli specchi del castello nuovo, costruita in "stile classico Art Nouveau", risale al 1900 circa.
La cappella del castello fu costruita nel 1759/60 dal conte imperiale Basselet di La Rosée.